# Sabaton (Ardèche)
Pour les articles homonymes, voir Sabaton.
La société Sabaton est une société agro-alimentaire fondée en 1907 et siégeant à Aubenas. Elle est spécialisée dans la transformation et la conservation des fruits. Ses produits phares sont à base de châtaignes : crème de marrons et marrons glacés.

## Historique
La société Sabaton, fondée en 1907 à l'hôtel Terminus de Labégude par Paul Roch Sabaton, est au départ spécialisée en plats cuisinés ainsi qu'en conserve de champignon.
En 1925, l'entreprise commence à exporter hors de France des myrtilles et produits à base de chataigne grâce à Jules Reynaud, exportateur de fruits et se met à produire des purées de marrons, de la crème de marrons et des marrons glacés,.
Christophe Sabaton, petit-fils du fondateur, reprend l'entreprise en 1989. Sous sa direction, une nouvelle usine est construite à Aubenas en 1998.
Sabaton rentre au capital du glacier ardéchois Terre Adélice originaire de Saint-Sauveur-de-Montagut à hauteur de 30% en 2022,.

### Dirigeants
| Entrée en fonction | Nom                |
| 1907               | Paul Roch Sabaton  |
| 1957               | Paul Sabaton       |
| 1989               | Christophe Sabaton |

## Production
L'entreprise fabrique des produits à base de chataigne comme les purées de marrons, la crème de marrons, les marrons glacés, mais aussi de l'écorce d'orange confite, et des confitures,.

### Chiffre d'affaires
| Année | CA                  |
| 2010  | 7 millions d'euro   |
| 2013  | 8.2 millions d'euro |